# Stadio del Trampolino
Das Stadio del Trampolino (italienisch für Schanzenstadion) ist eine ehemalige Schanzenanlage in der piemontesischen Gemeinde Pragelato, Metropolitanstadt Turin.

## Geschichte
2003 begann man mit dem Bau der Anlage für die Olympischen Winterspiele 2006, 2004 erfolgte die Fertigstellung der Schanzen, 2005 wurde die Infrastruktur fertig. Gleich 5 Schanzen wurden in der 400-Seelen-Gemeinde errichtet, sie dienen als Ausbildungszentrum für den italienischen Skiverband. Alle Schanzen sind mit Matten belegt.
Die erste Weltcup-Veranstaltung fand am 11. und 12. Februar 2005 statt. Das Einzelspringen bei Flutlicht gewann der Finne Matti Hautamäki, den Teamwettbewerb tags darauf gewann die österreichische Mannschaft.
In der Saison 2008/09 gab es ein weiteres Weltcupwochenende auf der Schanze. Das erste Einzelspringen am 13. Dezember 2008 gewann der Schweizer Simon Ammann, der bei diesem Springen auch den Schanzenrekord von 144 m aufstellte. Tags zuvor war er in der Qualifikation bereits auf 145 m gesprungen, griff jedoch mit den Händen in den Schnee, weshalb der Sprung nicht als Schanzenrekord anerkannt wurde.
Im August 2009 wurden die Schanzen stillgelegt und im Sommer 2013 vorübergehend wieder in Betrieb genommen.
Bereits 2015 galt der 34,3 Millionen Euro teure Bau als Symbol für die Verschwendung öffentlicher Gelder. Allein die Betriebskosten betrugen bis dahin jährlich 1,5 Millionen Euro. Zugleich wurde die Heuchelei kritisiert, mit der bei der Planung für eine nacholympische Nutzung geworben wurde.
Im Frühjahr 2021 kündigte die Gemeindeverwaltung von Pragelato an, eine Vereinbarung für die Nutzung der drei kleinen Trainingsschanzen mit dem Betreiber gefunden zu haben.
Ein Jahr später gab die Gemeindeverwaltung im Frühjahr 2022 jedoch das endgültige Aus aller Schanzen bekannt. Der Abriss der Großschanzen war bereits vorher im Gespräch gewesen, wurde aber unter anderem aus Kostengründen zunächst verworfen. Eine Umwandlung des seit Jahren im Verfall stehenden Areals in ein nationales Biathlonzentrum werde im Hinblick auf die Universiade 2025 angestrebt.
Im Februar 2023 teilte die Gemeindeverwaltung mit, angesichts des Klimawandels und der vermehrt auftretenden schneearmen Winter auch andere Sportarten auf dem Areal fördern zu wollen, wie beispielsweise Mountainbiking oder Rollskilaufen.

## Schanzendaten

### Schanzenprofil
| Pragelato Großschanze           | Pragelato Großschanze |
| Anlauf                          | Anlauf                |
| ------------------------------- | --------------------- |
| Anlauflänge                     | 105,4 m               |
| Anlaufgeschwindigkeit           | ca. 94,0 km/h         |
| Schanzentisch                   |                       |
| Tischhöhe                       | 3,24 m                |
| Tischlänge                      | 6,8 m                 |
| Neigung des Schanzentisches (α) | 11,0°                 |
| Aufsprung                       |                       |
| Hillsize                        | 140 m                 |
| Konstruktionspunkt              | 125 m                 |
| K-Punkt Neigungswinkel (β)      | 34,9°                 |

| Pragelato Normalschanze         | Pragelato Normalschanze |
| Anlauf                          | Anlauf                  |
| ------------------------------- | ----------------------- |
| Anlauflänge                     | 94,4 m                  |
| Anlaufgeschwindigkeit           | ca. 87,8 km/h           |
| Schanzentisch                   |                         |
| Tischhöhe                       | 2,38 m                  |
| Tischlänge                      | 6,4 m                   |
| Neigung des Schanzentisches (α) | 11,0°                   |
| Aufsprung                       |                         |
| Hillsize                        | 106 m                   |
| Konstruktionspunkt              | 95 m                    |
| K-Punkt Neigungswinkel (β)      | 34,5°                   |

### Schanzenrekorde
Großschanze
- 144 m –  Simon Ammann, 13. Dezember 2008

Normalschanze
- 104,5 m –  Dmitri Wassiliew und  Michael Uhrmann, 12. Februar 2006 (OLY)

## Weitere Schanzen
Außer den oben beschriebenen gibt es in Pragelato noch folgende Schanzen: K60, K30, K15; Alle fünf Bakken sind mit Matten belegt und somit ganzjährig nutzbar.

## Internationale Wettbewerbe
Bis zur Stilllegung der Anlage fanden folgende internationale Wettbewerbe auf den Schanzen statt:
| Datum      | Sportart                 | Kategorie         | Schanze | 1. Platz                                                                       | 2. Platz                                                              | 3. Platz                                                                  |
| ---------- | ------------------------ | ----------------- | ------- | ------------------------------------------------------------------------------ | --------------------------------------------------------------------- | ------------------------------------------------------------------------- |
| 08.01.2005 | Kombination              | Weltcup B         | HS140   | Stephan Münchmeyer                                                             | Sébastien Lacroix                                                     | Ludovic Roux                                                              |
| 09.01.2005 | Kombination              | Weltcup B         | HS140   | Ivan Rieder                                                                    | Antti Kuisma                                                          | Ronny Heer                                                                |
| 11.02.2005 | Skispringen              | Weltcup           | HS140   | Matti Hautamäki                                                                | Michael Uhrmann                                                       | Thomas Morgenstern                                                        |
| 11.02.2005 | Kombination (Mannschaft) | Weltcup           | HS140   | FinnlandAntti Kuisma Jouni Kaitainen Hannu Manninen                            | Deutschland I Sebastian Haseney Georg Hettich Björn Kircheisen        | SchweizAndreas Hurschler Jan Schmid Ronny Heer                            |
| 12.02.2005 | Skispringen (Mannschaft) | Weltcup           | HS140   | ÖsterreichWolfgang Loitzl Andreas Widhölzl Thomas Morgenstern Martin Höllwarth | SlowenienJernej Damjan Rok Benkovič Robert Kranjec Primož Peterka     | DeutschlandMartin Schmitt Jörg Ritzerfeld Michael Uhrmann Stephan Hocke   |
| 12.02.2005 | Kombination              | Weltcup           | HS140   | Felix Gottwald                                                                 | Hannu Manninen                                                        | Björn Kircheisen                                                          |
| 12.03.2005 | Skispringen              | Alpencup          | HS106   | Anže Damjan                                                                    | Jurij Tepeš                                                           | Artur Pauli                                                               |
| 12.03.2005 | Kombination              | Alpencup          | HS106   | Jason Lamy Chappuis                                                            | Maxime Boillot                                                        | Jonathan Félisaz                                                          |
| 13.03.2005 | Skispringen              | Alpencup          | HS106   | Jurij Tepeš                                                                    | Matevž Šparovec                                                       | Anže Damjan                                                               |
| 13.03.2005 | Kombination              | Alpencup          | HS106   | Jason Lamy Chappuis                                                            | Jonathan Félisaz                                                      | Maxime Laheurte                                                           |
| 11.02.2006 | Kombination              | Olympische Spiele | HS106   | Georg Hettich                                                                  | Felix Gottwald                                                        | Magnus Moan                                                               |
| 12.02.2006 | Skispringen              | Olympische Spiele | HS106   | Lars Bystøl                                                                    | Matti Hautamäki                                                       | Roar Ljøkelsøy                                                            |
| 15.02.2006 | Kombination (Mannschaft) | Olympische Spiele | HS140   | ÖsterreichMichael Gruber Christoph Bieler Felix Gottwald Mario Stecher         | DeutschlandBjörn Kircheisen Georg Hettich Ronny Ackermann Jens Gaiser | FinnlandAntti Kuisma Anssi Koivuranta Jaakko Tallus Hannu Manninen        |
| 18.02.2006 | Skispringen              | Olympische Spiele | HS140   | Thomas Morgenstern                                                             | Andreas Kofler                                                        | Lars Bystøl                                                               |
| 20.02.2006 | Skispringen (Mannschaft) | Olympische Spiele | HS140   | ÖsterreichAndreas Widhölzl Andreas Kofler Martin Koch Thomas Morgenstern       | FinnlandTami Kiuru Janne Happonen Janne Ahonen Matti Hautamäki        | NorwegenLars Bystøl Bjørn Einar Romøren Tommy Ingebrigtsen Roar Ljøkelsøy |
| 21.02.2006 | Kombination              | Olympische Spiele | HS140   | Felix Gottwald                                                                 | Magnus Moan                                                           | Georg Hettich                                                             |
| 18.01.2007 | Skispringen              | Universiade       | HS106   | Daniela Iraschko                                                               | Misaki Shigeno                                                        | Erina Kabe                                                                |
| 19.01.2007 | Skispringen              | Universiade       | HS106   | Dmitri Ipatow                                                                  | Choi Yong-jik                                                         | Denis Kornilow                                                            |
| 19.01.2007 | Skispringen (Mannschaft) | Universiade       | HS106   | ÖsterreichBastian Kaltenböck Florian Liegl Manuel Fettner                      | SüdkoreaKang Chil-gu Choi Heung-chul Choi Yong-jik                    | JapanShūji Endō Shūsaku Hosoyama Yoshihiko Osanai                         |
| 19.01.2007 | Kombination              | Universiade       | HS106   | Tomáš Slavík                                                                   | Yūsuke Minato                                                         | Konstantin Woronin                                                        |
| 21.01.2007 | Kombination (Mannschaft) | Universiade       | HS106   | RusslandIwan Fessenko Konstantin Woronin Sergei Maslennikow                    | SlowenienRok Rozman Mitja Oranič Rok Zima                             | JapanTakashi Moriyama Kohei Takao Yūsuke Minato                           |
| 22.01.2007 | Skispringen              | Universiade       | HS140   | Denis Kornilow                                                                 | Yoshihiko Osanai                                                      | Dmitri Ipatow                                                             |
| 23.01.2007 | Kombination              | Universiade       | HS106   | Yūsuke Minato                                                                  | Jens Kaufmann                                                         | Tomáš Slavík                                                              |
| 03.02.2007 | Skispringen              | Continental Cup   | HS140   | Daniel Lackner                                                                 | Balthasar Schneider                                                   | Andrea Morassi                                                            |
| 04.02.2007 | Skispringen              | Continental Cup   | HS140   | Andrea Morassi                                                                 | Johan Eriksson                                                        | Balthasar Schneider                                                       |
| 16.08.2007 | Skispringen              | Grand Prix        | HS140   | Gregor Schlierenzauer                                                          | Thomas Morgenstern                                                    | Adam Małysz                                                               |
| 01.12.2007 | Skispringen              | Continental Cup   | HS140   | Manuel Fettner                                                                 | Jakub Janda                                                           | Roland Müller                                                             |
| 02.12.2007 | Skispringen              | Continental Cup   | HS140   | Thomas Thurnbichler                                                            | Jakub Janda                                                           | Andrea Morassi                                                            |
| 08.03.2008 | Skispringen              | Alpencup          | HS106   | David Unterberger                                                              | Stephan Leyhe                                                         | Manuel Poppinger                                                          |
| 08.03.2008 | Kombination              | Alpencup          | HS106   | Alessandro Pittin                                                              | Dominik Dier                                                          | Johannes Weiss                                                            |
| 09.03.2008 | Skispringen              | Alpencup          | HS106   | Manuel Poppinger                                                               | Tim Babnik                                                            | Nico Hermann                                                              |
| 09.03.2008 | Kombination              | Alpencup          | HS106   | Dominik Dier                                                                   | Alessandro Pittin                                                     | Davide Bresadola                                                          |
| 14.03.2008 | Kombination              | Weltcup B         | HS140   | Alessandro Pittin                                                              | Marco Pichlmayer                                                      | Magnus Krog                                                               |
| 15.03.2008 | Kombination (Mannschaft) | Weltcup B         | HS140   | Norwegen ITorkild Rasmussen Aam Magnus Krog                                    | Frankreich INicolas Martin Jonathan Félisaz                           | ÖsterreichMarco Pichlmayer Tomaž Druml                                    |
| 16.03.2008 | Kombination              | Weltcup B         | HS140   | Magnus Krog                                                                    | Lukas Klapfer                                                         | Tim Hug                                                                   |
| 05.08.2008 | Skispringen              | Grand Prix        | HS140   | Gregor Schlierenzauer                                                          | Roman Koudelka                                                        | Harri Olli                                                                |
| 05.08.2008 | Skispringen              | Junioren          | HS106   | Urban Sušnik                                                                   | Andreas Schuler                                                       | Federico Cecon                                                            |
| 13.12.2008 | Skispringen              | Weltcup           | HS140   | Simon Ammann                                                                   | Gregor Schlierenzauer                                                 | Ville Larinto                                                             |
| 14.12.2008 | Skispringen              | Weltcup           | HS140   | Fumihisa Yumoto                                                                | Simon Ammann                                                          | Johan Remen Evensen                                                       |
| 14.03.2009 | Skispringen              | Continental Cup   | HS140   | Severin Freund                                                                 | Danny Queck                                                           | Nico Polychronidis                                                        |
| 15.03.2009 | Skispringen              | Continental Cup   | HS140   | Severin Freund                                                                 | Peter Prevc                                                           | Matic Kramaršič                                                           |
| 12.08.2009 | Skispringen              | Grand Prix        | HS140   | Simon Ammann                                                                   | Adam Małysz                                                           | Emmanuel Chedal                                                           |